# 印度尼西亞足球協會
印度尼西亞足球協會（PSSI）是專門管轄印度尼西亞足球事務的組織。該組織成立於1930年，並在1952年和1954年加入國際足協及亞洲足協。此外，該組織還是東南亞足球協會的成員。

## 外部連結
- 官方網頁（页面存档备份，存于）
- 國際足協網頁 （页面存档备份，存于）
- 亞洲足協網頁